# 瓦尔马贾里语
瓦尔马贾里语（Walmajarri）是一种由瓦尔马贾里人和相关族群使用的帕马-尼永甘语系语言，分布在西澳大利亚州金伯利地区。
瓦尔马贾里语因其低下的语言活力和濒危度被联合国教科文组织归为“肯定濒危”型语言。

## 使用者
瓦尔马贾里人曾生活在大沙沙漠。殖民主义的影响使得他们向北部的养牛站和城镇迁移，使他们分散在一个广大的区域里。:11–12地理距离使得瓦尔马贾里语分化出数个方言，且因缺乏交流、受周边语言影响而极化。

## 音系

### 元音
|        | 前元音 | 后元音 |
| ------ | ------ | ------ |
| 闭元音 | i, iː  | u, uː  |
| 开元音 | a, aː  | a, aː  |

### 辅音
|      | 非舌冠音 | 非舌冠音 | 舌叶音 | 舌尖音 | 舌尖音 |
| 唇音 | 软腭音   | 硬颚音   | 齿龈音 | 卷舌音 |        |
| ---- | -------- | -------- | ------ | ------ | ------ |
| 塞音 | p        | k        | c      | t      | ʈ      |
| 鼻音 | m        | ŋ        | ɲ      | n      | ɳ      |
| 边音 |          |          | ʎ      | l      | ɭ      |
| R音  |          |          |        | r      |        |
| 近音 | w        | w        | j      |        | ɻ      |

大多数辅音可以位于词尾。

## 形态
瓦尔马贾里语没有前缀。
瓦尔马贾里语有一部在线词典，由Eirlys Richards和Joyce Hudson编写。

## 句法
瓦尔马贾里语有4种句法格：主格、作格、与格和评估格。格注释句子中名词短语的不同意义。因此词序很自由，主语、谓语、宾语的顺序不是固定的。
句子的第二个位置一般都留给助动词。有时助动词指示句子的语气，但也能指示名词短语。名词短语句法格的人称和数通过助动词展示。

## 材料
一些数据库中有些口语材料，如太平洋区域濒危文化数字资源档案（Pacific and Regional Archive for Digital Sources in Endangered Cultures，PARADISEC）。